# 中國航天萬源
中國航天萬源國際（集團）有限公司，簡稱中國航天萬源國際（集團）、中國航天萬源國際，以及中國航天萬源，前身「中國航天科技通信有限公司」（英語：China Energine International (Holdings) Limited，港交所：1185），在1997年當時由航天科技國際集團有限公司分拆成立，同時曾在8月11日於香港交易所主板上市，現在中國航天科技集團公司旗下。
當時業務為研發、製造和提供客制集成解決，而在2008年，中國航天科技集團公司把旗下太陽能、風力發電等業務注入，在2008年5月15日，更名為中國航天萬源國際（集團）有限公司。
現時業務為从事风力发电机组研发、总装测试、关键零部件制造和稀土电机研发、制造的专业化，現時總部位於香港灣仔港灣道18號中環廣場47樓4701室。主席為韓樹旺，總裁為王曉東。

## 連結
- Energine.hk（页面存档备份，存于）